# San Esteban
Pour les articles homonymes, voir San Esteban (homonymie).
San Esteban est une municipalité de 5e classe située dans la province d'Ilocos Sur aux Philippines. Selon le recensement de 2010 elle est peuplée de 8 072 habitants.

## Barangays
San Esteban est divisée en 10 barangays.
- Ansad
- Apatot
- Bateria
- Cabaroan
- Cappa-Cappa
- Poblacion
- San Nicolas
- San Pablo
- San Rafael
- Villa Quirino